# Podgórze (powiat łęczycki)
Podgórze – wieś w Polsce położona w województwie łódzkim, w powiecie łęczyckim, w gminie Świnice Warckie. Miejscowość wchodzi w skład sołectwa Grodzisko.
W latach 1975–1998 miejscowość należała administracyjnie do województwa konińskiego.